# Prise d'otages de la synagogue de Colleyville
La prise d'otages de la synagogue de Colleyville a lieu le 15 janvier 2022, à Colleyville, près de Dallas-Fort Worth, au Texas. Quatre personnes sont tenues en otages, dont un rabbin d'une synagogue réformée. Un otage est libéré après six heures, puis les trois autres, au bout de près de  dix heures trente, sains et saufs. L'auteur de la prise d'otages meurt.

## Événements
Le samedi 15 janvier 2022, quatre personnes, dont le rabbin Charlie Cytron-Walker, sont tenues en otage dans une synagogue, Congregation Beth Israel, dans la petite ville de Colleyville, située à environ 23 kilomètres au nord-est de Dallas-Fort Worth, au 6100 block of Pleasant Run Road,,. La ville de Colleyville abrite environ 26 000 habitants. La Congregation Beth Israel a été fondée en 1999 et compte environ 140 familles comme membres.
Avant la prise d'otages, Malik Faisal Akram se fait admettre dans la synagogue  à Colleyville en se présentant comme un sans-abri.
Un appel à la police est donné vers dix heures quarante-et-un du matin (heure locale),.
La voix de l'auteur de la prise d'otages est audible lors de la retransmission de l’office religieux en direct sur Facebook.
Il demande la libération d'Aafia Siddiqui, sa « sœur » (au sens réel ou figuré), une neuroscientifique pakistanaise, accusée d'avoir des liens avec al-Qaeda, condamnée pour tentative de meurtre sur des militaires américains lors de sa détention en Afghanistan, détenue dans une prison fédérale au Texas[pas clair]. La scientifique est condamnée en 2010 à 86 ans de prison. Elle est détenue dans un établissement de santé d'une prison fédérale de Fort Worth, étant éligible à sa libération dans soixante ans.
Le Federal Bureau of Investigation (FBI) est chargé des négociations. Deux cents personnes appartenant à divers organismes d'application de la loi convergent vers la synagogue, dont divers services de police du nord du Texas, le Texas Department of Public Safety, le Bureau of Alcohol, Tobacco, Firearms and Explosives, le bureau de terrain du FBI à Dallas et l'équipe de sauvetage d'otages du FBI de Quantico, Virginie.
Après de nombreuses heures, à dix-sept heures (heure locale) un des quatre otages, un homme, est libéré, sain et sauf.
Il s'avère que l'auteur de la prise d'otages n'est pas le frère d'Aafia Siddiqui, selon l'avocat de cette dernière, Marwa Elbially, en demandant la libération immédiate des autres otages.
À environ vingt-et-une heures trente-cinq (heure locale), selon les premières informations, les trois derniers otages sont libérés sains et saufs et l'auteur de la prise d'otages tué, d'après le gouverneur du Texas, après une forte détonation et des coups de feu.
La prise d'otages, tous des adultes, a duré plus de dix heures trente.

## L'auteur de la prise d'otages
Immédiatement après la fin de la prise d'otages, les autorités, sur place, ne donnent pas de détails sur l'auteur de la prise d'otages, invoquant l'enquête en cours. Il aurait été identifié  par le FBI, qui n'en dit pas plus, pour l'instant. Selon la British Broadcasting Corporation (BBC), il serait d'origine britannique.
Le 16 janvier 2022, le FBI donne le nom de l'auteur de la prise d'otages : Malik Faisal Akram, un britannique d'origine pakistanaise âgé de 44 ans, demeurant à Blackburn dans le Lancashire. Il est arrivé aux États-Unis, légalement, en décembre 2021. Malik Faisal Akram est le fils de Mohammed Malik Akram et a quatre frères, dont un mort en octobre 2021. Il est séparé de son épouse depuis deux ans et a cinq enfants.
Selon le président américain, Joe Biden, Akram aurait passé sa première nuit aux États-Unis dans un refuge pour sans-abri, et aurait acheté son arme dans la rue. Le 16 janvier 2022, la communauté musulmane de Blackburn transmet un message du frère d'Akram, Gulbar Akram, déclarant que son frère avait des problèmes de santé mentale. La famille avait coopéré avec les autorités américaines et les négociateurs d'otages au fur et à mesure que la crise se déroulait. Il dit que « la famille ne cautionne aucune de ses actions et voudrait sincèrement s'excuser de tout cœur à toutes les victimes impliquées dans ce malheureux incident ».

### Passé judiciaire
Malik Faisal Akram est incarcéré à quatre reprises entre 1996 et 2012, pour trouble à l'ordre public, harcèlement et vol,.

## Les otages s'enfuient
Après la libération d'un premier otage, au bout de six heures, les trois derniers otages prennent leur destin en main, cinq heures plus tard, ayant discuté entre eux discrètement qu'ils doivent prendre la fuite. Malik Faisal Akram devenant plus hostile, et ordonnant aux otages de se mettre à genoux, affirmant qu'il allait les tuer.
Le refus des otages de s'agenouiller surprend Malik Faisal Akram, qui prend peur et s'asseoit. C'est le moment que choisit le rabbin, Charlie Cytron-Walker, qui crie à ses compagnons, « Courez ! », s'empare d'une chaise et la lance vers le preneur d'otages. Les trois otages gagnent la sortie sains et saufs.
Les autorités interviennent alors en pénétrant dans les lieux. La prise d'otages est terminée avec la mort de Malik Faisal Akram, tué alors par le FBI, de plusieurs balles, à vingt-et-une heure vingt deux (heure locale), selon le médecin légiste.

## Possible motif
Jeffrey Cohen, un des quatre otages, une fois libéré, dans une entrevue parue dans The Times of Israel (TOI) déclare que Malik Faisal Akram était persuadé que les Juifs auraient le pouvoir de faire relacher Aafia Siddiqui.
Le journal The Jewish Chronicle met au jour un extrait de la  conversation entre Malik Faisal Akram et son frère Gulbar Akram, durant la prise d’otages. Lorsque son frère lui demande de penser  à ses enfants, il réplique vouloir mourir en chahid. Il déclare : « Cela fait deux ans que je prie Allah pour cela. Je préfère vivre un jour comme un lion que 100 ans comme un chacal »,.

## Un acte de terrorisme
Le jeudi 20 février 2022, le directeur du F.B.I., Christopher A. Wray, déclare que l'attaque de la synagogue est « un acte de terrorisme ciblant la communauté juive ».
Selon l'essayiste Dora Horn, la communauté juive américaine a été touchée par cette tragédie, alors que les autres Américains l'ont considérée « comme un pur hasard ».

## Réactions

### Avant la libération des otages
- Le président des États-Unis, Joe Biden [9] et le premier ministre d'Israël, Naftali Bennett, suivent le cours des  événements[7].
- Le maire de Dallas, Eric Johnson, envoie des patrouilles additionnelles auprès des synagogues et d’autres sites[9].
- Le gouverneur du Texas, Greg Abbott, parle d'une « situation tendue »[9].
- Le sénateur texan, Ted Cruz déclare « surveiller la situation de près » et « prier pour les otages et les forces d’intervention »[9].
- Le Houston chapter of the Council on American-Islamic Relations (CAIR-Houston), par la voix de John Floyd, condamne la prise d'otages et se déclare solidaire de la communauté juive[33].

### Après la libération des otages
Le président américain, Joe Biden, déclare tard dans la soirée du 15 janvier : « Dans les jours qui viennent, nous allons apprendre davantage sur les motifs de l'auteur de la prise d'otages, mais je veux être clair pour quiconque voudrait répandre la haine, nous nous opposerons à l'antisémitisme et à la montée de l'extrémisme dans ce pays. C'est ce que nous sommes, et ce soir, les hommes et les femmes des forces de l'ordre nous ont rendus tous fiers »,.